# Jekatierina Gordiejewa
Jekatierina „Katia” Aleksandrowna Gordiejewa, ros. Екатерина Александровна Гордеева (ur. 28 maja 1971 w Moskwie) – radziecka i rosyjska łyżwiarka figurowa, startująca w parach sportowych z mężem Siergiejem Grińkowem. Dwukrotna mistrzyni olimpijska z Calgary (1988) i Lillehammer (1994), czterokrotna mistrzyni świata (1986, 1987, 1989, 1990), trzykrotna mistrzyni Europy (1988, 1990, 1994), mistrzyni świata juniorów (1985), mistrzyni Związku Radzieckiego (1987) i mistrzyni Rosji (1994). Zakończyła karierę amatorską w 1994 roku.
Po nagłej śmierci męża Siergieja Grińkowa 20 listopada 1995 roku występowała w rewiach łyżwiarskich jako solistka.

## Życie prywatne
Gordiejewa urodziła się w rodzinie Jeleny Lwownej Gordiejewej, operatorki telefonicznej TASS i Aleksandra Aleksiejewicza Gordiejewa, tancerza Chóru Aleksandrowa (zm. 2008 r.). Ma młodszą siostrę Mariję (ur. 1975) mieszkającą w Moskwie.
Po 10 latach wspólnej kariery łyżwiarskiej, 20 kwietnia 1991 r. Jekatierina poślubiła podczas ceremonii cywilnej swojego partnera sportowego Siergieja Grińkowa. Osiem dni później, czyli 28 kwietnia odbył się ich ślub kościelny. Gordiejewa i Grińkow zaczęli być parą poza lodowiskiem w 1989 roku. Jak przyznała Gordiejewa w filmie dokumentalnym „My Sergei” (1998) Siergiej pojawił się niespodziewanie na zabawie sylwestrowej 1988, gdzie po raz pierwszy się pocałowali. 11 września 1992 r. w Morristown na świat przyszła ich córka Daria Siergiejewna Grińkowa.
Jej mąż Siergiej Grińkow zmarł nagle 20 listopada 1995 r. podczas ich treningu do rewii łyżwiarskiej w Lake Placid. Sekcja wykazała, że Grińkow w ciągu ostatniej doby przed śmiercią przeszedł bezbolesny atak serca, którego przyczyną było nieleczone nadciśnienie i prawie całkowite zablokowanie dwóch tętnic wieńcowych. W późniejszym czasie okazało się, że zarówno Siergiej jak i jego ojciec, który zmarł w 1990 r. cierpieli na tę samą chorobę serca. Gordiejewa została wdową w wieku 24 lat. 27 lutego 1996 r. w Hartford odbyła się uroczystość na cześć Siergieja Grińkowa w której wzięli udział przyjaciele pary m.in. Wiktor Petrenko, Marina Klimowa, Siergiej Ponomarienko, Oksana Bajuł, Aleksandr Fadiejew. Gordiejewa po raz pierwszy wystąpiła jako solistka w programie do V symfonii Mahlera ułożonym przez Marinę Zujewę. W 1996 r. we współpracy z E.M. Swift Gordiejewa wydała powieść biograficzną „Mój Siergiej - opowieść o miłości", zaś w 1998 r. drugą książkę „Listy do Darii". W tym samym roku opublikowano film dokumentalny „My Sergei”, który przedstawia historię miłości i kariery pary Gordiejewa / Grińkow. 
W 1998 r. podczas rewii łyżwiarskiej Gordiejewa poznała Ilję Kulika, mistrza olimpijskiego 1998 z którym jeździła w parze podczas programów grupowych. 15 czerwca 2001 r. na świat przyszła ich córka Jelizawieta (Liza). Gordiejewa i Kulik wzięli ślub 10 czerwca 2002 r. w San Francisco. W 2016 r. w jawnym raporcie sądu hrabstwa Orange potwierdzono, że 26 lutego 2016 Kulik wniósł sprawę o rozwód z Gordiejewą.

## Kariera

### Kariera amatorska

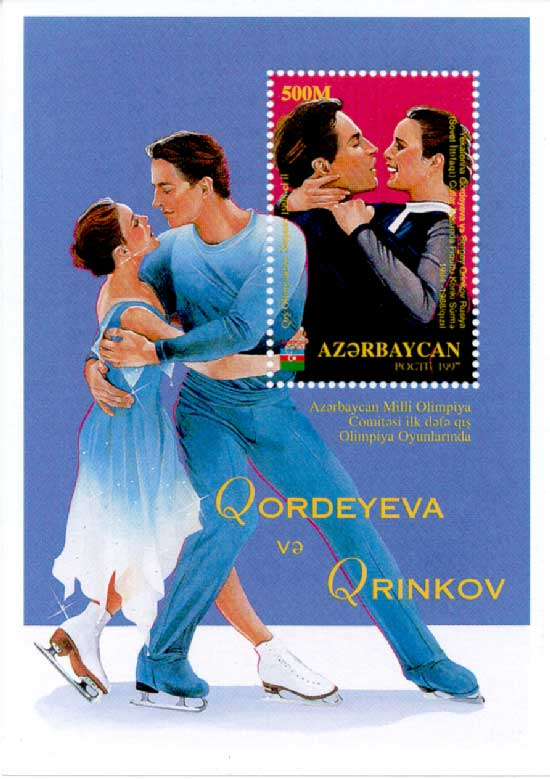
Jekatierina Gordiejewa i Siergiej Grińkow na znaczku pocztowym (Azerbejdżan 1998)

Gordiejewa zaczęła trenować łyżwiarstwo figurowe w wieku 4 lat. W 1981 roku mając 10 lat poznała swojego starszego o 4 lata partnera sportowego i przyszłego męża Siergieja Grińkowa. Na początku zarówno ona jak i Siergiej chcieli być solistami, ale para została dobrana przez trenerów i rozpoczęła wspólne treningi w moskiewskiej kuźni mistrzów łyżwiarskich w klubie CSKA Moskwa.  Obydwoje uczęszczali do szkoły sportowej co pozwalało im na treningi w klubie sportowym. Ich pierwszym trenerem w latach 1981–1983 był Włodzimierz Zacharow. Następnie w latach 1983–1985 trenowali pod okiem Nadieżdy Szewałowskiej. Para Gordiejewa / Grińkow zadebiutowała 5. miejscem na mistrzostwach świata juniorów 1984, zaś rok później zostali mistrzami świata juniorów oraz zajęli 6. miejsce w mistrzostwach Związku Radzieckiego. 
W 1985 roku wielki talent pary odkrył słynny trener łyżwiarski Stanisław Żuk, który zaprosił ich do współpracy. Sezon 1985/1986 był debiutem pary Gordiejewa / Grińkow na arenie międzynarodowej. Jedynymi zawodami w których para zajęła lokatę poniżej pierwszego bądź drugiego stopnia podium były zawody Prize of Moscow News 1985. Gordiejewa / Grińkow zajmowali miejsce pierwsze po programie krótkim, jednak w programie dowolnym zaliczyli aż trzy upadki. Para wraz z trenerami udoskonaliła swój program i na mistrzostwach Związku Radzieckiego 1986 zdobyli srebrny medal. Następnie po zdobyciu wicemistrzostwa Europy 1986 przegrywając jedynie z parą Wałowa / Wasiljewe, niespełna 15-letnia Gordiejewa (15 lat skończyła dopiero w maju) i 18-letni Grińkow zostali po raz pierwszy mistrzami świata. Pomimo obfitego w sukcesy sezonu para nie był zadowolona ze współpracy z trenerem Żukiem, który jak twierdzili nadużywał tym czasie alkoholu i za bardzo eksploatował parę na ciężkich treningach. W 1986 roku Centralny Klub Armii Czerwonej (CSKA Moskwa) przyjął prośbę pary, a ich nowym trenerem został Stanisław Leonowicz.
W sezonie 1986/1987 Gordiejewa / Grińkow oprócz zdobycia tytułu mistrzów Związku Radzieckiego zajęli drugie miejsce na zawodach Skate Canada International. Na mistrzostwach Europy 1987 w Sarajewie wykonywali jako jedyni na świecie poczwórne podnoszenie twistowe ze szpagatem. Podczas programu dowolnego (który odbywał się w dzień dwudziestych urodzin Siergieja) zaraz po wykonaniu ww. podnoszenia u spodni Siergieja Grińkowa pękło strzemiączko. Incydent ten zauważył jeden z sędziów i kazał wyłączyć muzykę. Mimo to para kontynuowała swój program, który dokończyła bez muzyki zachowując idealny rytm. Jednak sędziowie nakazali powtórzyć program po dwóch następnych parach. Gordiejewa i Grińkow nie pojechali powtórnie i zostali zdyskwalifikowani. W późniejszym czasie, w filmie dokumentalnym „My Sergei” (1998) Gordiejewa tłumaczyła, że nie rozumieli oni zasad postępowania sędziów w takiej sytuacji i nie byli świadomi konsekwencji takiego incydentu, dlatego nie przerwali programu i byli zbyt zmęczeni, żeby móc wykonać go ponownie. Pomimo braku medalu na mistrzostwach starego kontynentu, para Gordiejewa / Grińkow potwierdziła swoją dominację zdobywając drugi tytuł mistrzów świata w Cincinnati.  
Sezon olimpijski 1987/1988 rozpoczęli od zwycięstwa w Prize of Moscow News 1987. Następnie zdobyli pierwszy tytuł mistrzów Europy w Pradze. Debiutując Zimowych Igrzyskach Olimpijskich 1988 w kanadyjskim Calgary Jekatierina miała 16 lat (17. urodziny w maju), a Siergiej 21. 16 lutego 1988 roku Gordiejewa / Grińkow zostali najmłodszymi mistrzami olimpijskimi pokonując parę sowiecką Wałowa / Wasiljew oraz parę amerykańską Watson / Oppegard. Na mistrzostwach świata 1988 w Budapeszcie zdobyli srebrny medal z powodu upadku.
W 1989 roku zdobyli trzeci tytuł mistrzów świata w Paryżu. W tym samym roku ich prywatne relacje uległy zmianie, a para sportowa została również parą poza lodowiskiem.
W sezonie 1989/1990 byli niepokonani. Wygrali japońskie zawody NHK Trophy, Igrzyska dobrej woli w Seattle oraz dwa tytuły mistrzowskie: czwarty tytuł mistrzów świata i drugi tytuł mistrzów Europy. 

### Kariera profesjonalna
Jesienią 1990 oficjalnie zakończyli karierę amatorską i rozpoczęli występy jako łyżwiarze profesjonalni. Przepisy nie zezwalały występu w zawodach łyżwiarzom jeżdżącym równolegle w rewiach. W latach 1990–1992 brali udział w wielu pokazach m.in. Stars on Ice oraz rywalizowali w mistrzostwach świata profesjonalistów na których zdobyli srebro w 1990 roku i dwa złota w kolejnych dwóch latach. Gdy Międzynarodowa Unia Łyżwiarska (ISU) wprowadziła możliwość rywalizacji w zawodach łyżwiarzom jeżdżącym w profesjonalnych pokazach Gordiejewa i Grińkow postanowili powrócić w sezonie olimpijskim 1993/1994, a następnie wygrali trzeci tytuł mistrzów świata profesjonalistów 1994.
W sezonie 1994/1995 para występowała w wielu rewiach łyżwiarskich aż do nagłej śmierci Siergieja 20 listopada 1995 roku, gdy para przygotowywała się do pierwszego występu w pokazie Stars on Ice 1995–1996.

### Powrót do kariery amatorskiej
Sezon olimpijski 1993/1994 był drugim sezonem pary Gordiejewa / Grińkow w którym pozostali niepokonani. Po triumfie w Skate Canada International zostali mistrzami Rosji, a następnie zostali po raz trzeci mistrzami Europy w Kopenhadze. 
Przed konkursem olimpijskim byli wymieniani w gronie faworytów do złotego medalu. Na Zimowych Igrzyskach Olimpijskich 1994 w norweskim Lillehammer potwierdzili swoją dominację wykonując program krótki Flamenco i program dowolny do Sonaty Księżycowej Ludwiga van Beethovena. 15 lutego 1994 roku zdobyli drugi tytuł mistrzów olimpijskich.

### Inne
Jesienią 2010 roku Gordiejewa wzięła udział w amerykańskim programie telewizyjnym Battle of the Blades. W listopadzie 2010 r. w parze z byłym hokeistą Walerijem Bure wygrali drugą edycję programu. Gordiejewa i Bure są wychowankami tego samego klubu CSKA Moskwa. Bure w trakcie nagrywania programu przyznał, że w latach 80. wspólnie ze swoją drużyną hokejową oglądali treningi Gordiejewej i Grińkowa czekając na treningi hokejowe, które rozpoczynały się po zejściu z lodu łyżwiarzy figurowych. Pomimo tego Gordiejewa i Bure nie mieli szansy poznania się w tamtym czasie i nastąpiło to dopiero w trakcie nagrywania programu ponad 20 lat później.

## Osiągnięcia
Z Siergiejem Grińkowem
|                                       | ZSRR  | ZSRR  | ZSRR  | ZSRR  | ZSRR  | ZSRR  | ZSRR  |       |       |       | Rosja |
| Zawody                                | 83–84 | 84–85 | 85–86 | 86–87 | 87–88 | 88–89 | 89–90 | 90–91 | 91–92 | 92–93 | 93–94 |
| Międzynarodowe                        |       |       |       |       |       |       |       |       |       |       |       |
| Igrzyska olimpijskie                  |       |       |       |       | 1     |       |       |       |       |       | 1     |
| Mistrzostwa świata                    |       |       | 1     | 1     | 2     | 1     | 1     |       |       |       |       |
| Mistrzostwa Europy                    |       |       | 2     | WD    | 1     |       | 1     |       |       |       | 1     |
| Igrzyska dobrej woli                  |       |       |       |       |       |       | 1     |       |       |       |       |
| NHK Trophy                            |       |       |       |       |       |       | 1     |       |       |       |       |
| Prize of Moscow News                  |       |       | 4     |       | 1     |       |       |       |       |       |       |
| Skate Canada International            |       |       | 1     | 2     |       |       |       |       |       |       | 1     |
| Międzynarodowe: Kategorie młodzieżowe |       |       |       |       |       |       |       |       |       |       |       |
| Mistrzostwa świata juniorów           | 5     | 1     |       |       |       |       |       |       |       |       |       |
| Krajowe                               |       |       |       |       |       |       |       |       |       |       |       |
| Mistrzostwa Rosji                     |       |       |       |       |       |       |       |       |       |       | 1     |
| Mistrzostwa Związku Radzieckiego      |       | 6     | 2     | 1     |       |       |       |       |       |       |       |
| Inne                                  |       |       |       |       |       |       |       |       |       |       |       |
| Mistrzostwa świata profesjonalistów   |       |       |       |       |       |       | 2     | 1     | 1     |       | 1     |

## Programy
Oficjalna strona Jekatieriny Gordiejewej wymienia 18 programów pary Gordiejewa / Grińkow.
| Sezon   | Program krótki | Program dowolny | Gala |
| ------- | --- | --- | --- |
| 1994–95 | - Crazy For You – George Gershwin choreografia: Marina Zujewa - Vocalise – Siergiej Rachmaninow choreografia: Marina Zujewa - The Man I Love – George Gershwin choreografia: Sandra Bezic - Out of Tears – The Rolling Stones choreografia: Sandra Bezic, Michael Seibert | - Crazy For You – George Gershwin choreografia: Marina Zujewa - Vocalise – Siergiej Rachmaninow choreografia: Marina Zujewa - The Man I Love – George Gershwin choreografia: Sandra Bezic - Out of Tears – The Rolling Stones choreografia: Sandra Bezic, Michael Seibert | - Crazy For You – George Gershwin choreografia: Marina Zujewa - Vocalise – Siergiej Rachmaninow choreografia: Marina Zujewa - The Man I Love – George Gershwin choreografia: Sandra Bezic - Out of Tears – The Rolling Stones choreografia: Sandra Bezic, Michael Seibert |
| 1993–94 | - Flamenco – Pepe Romero - Zapateado - Farrucas choreografia: Marina Zujewa | - Moonlight Sonata – Ludwig van Beethoven - "Pathetique" No.8 - "Moonlight" No.14 (Adagio & Allegretto) choreografia: Marina Zujewa | - Porgy and Bess – George Gershwin choreografia: Marina Zujewa |
| 1992–93 | | | |
| 1991–92 | | | |
| 1990–91 | | | |
| 1989–90 | - Mambo – Perez Prado choreografia: Marina Zujewa | - Romeo i Julia – Piotr Czajkowski choreografia: Marina Zujewa | |
| 1988–89 | - Johann Strauss choreografia: Marina Zujewa | - Johann Strauss choreografia: Marina Zujewa | |
| 1987–88 | - Carmen – Georges Bizet - Les Toreadores - La garde montante choreografia: Marina Zujewa | - Symphony No.4 – Felix Mendelssohn-Bartholdy - Concerto No.2 – Fryderyk Chopin - Etude No.12 "Revolutionary" – Fryderyk Chopin - Concerto No.1 – Fryderyk Chopin - Overture "Marriage of Figaro" – Wolfgang Amadeus Mozart choreografia: Marina Zujewa                   | |
| 1986–87 | - Jazz Medley choreografia: Marina Zujewa | - Caravans – Duke Ellington choreografia: Marina Zujewa | |
| 1985–86 | - Temptation Rag – Claude Bolling choreografia: Marina Zujewa, Stanisław Żuk | - Caravans - Send in the Clowns choreografia: Marina Zujewa, Stanisław Żuk | - Fly, doves, fly – Izaak Dunajewski choreografia: Marina Zujewa, Stanisław Żuk |

### Trenerzy i choreografowie
Jekatierina Gordiejewa i Siergiej Grińkow trenowani byli przez:
- 1981–1983: Włodzimierz Zacharow
- 1983–1985: Nadieżda Szewałowska
- 1985–1986: Stanisław Żuk
- 1986–1990: Stanisław Leonowicz
- 1993–1994: Włodzimierz Zacharow

Choreografię do ich programów układali: 
- 1985–1986: Stanisław Żuk
- 1985–1995: Marina Zujewa
- 1994–1995: Sandra Bezic, Michael Seibert

## Nagrody i odznaczenia
- Światowa Galeria Sławy Łyżwiarstwa Figurowego – 1995[16]